# フィアーノ
フィアーノ（伊: Fiano）は、イタリア共和国ピエモンテ州トリノ県にある、人口約2,600人の基礎自治体（コムーネ）。

## 地理

### 位置・広がり

#### 隣接コムーネ
隣接するコムーネは以下の通り。
- カファッセ
- ドルエント
- ジェルマニャーノ
- ラ・カッサ
- ノーレ
- ロバッソメーロ
- ヴァッロ・トリネーゼ
- ヴァリゼッラ
- ヴィッラノーヴァ・カナヴェーゼ

## 行政

### 分離集落
フィアーノには、以下の分離集落（フラツィオーネ）がある。
- Grange, Gerbidi, San Firmino